# Searles Valentine Wood
Searles Valentine Wood (14 de fevereiro de 1798 — Martlesham, perto de Woodbridge, 26 de outubro de 1880) foi um paleontólogo britânico.
Foi laureado com a medalha Wollaston de 1860, concedida pela Sociedade Geológica de Londres.